# سرژ وبر
سرژ وبر (فرانسوی: Serge Véber‎؛ ۲ سپتامبر ۱۸۹۷ – ۱۶ ژوئیه ۱۹۷۶) نویسنده و کارگردان فیلم اهل فرانسه بود.
از فیلم‌هایی که وی در آن‌ها نقش داشته است، می‌توان به قلبم تو را می‌خواند، ترانه یک دریانورد و پسری از آمریکا اشاره نمود.